# Tindola
Tindola oder Scharlachranke (Coccinia grandis) ist eine Nutzpflanze aus der Familie der Kürbisgewächse (Cucurbitaceae).

## Merkmale
Die Tindola ist eine ausdauernde krautige Kletterpflanze mit Knollen, die kahlen Sprossachsen von bis zu 5 Metern Länge bildet. Die einfachen Laubblätter sind wechselständig und besitzen einen 5 bis 55 Millimeter langen Stiel. Die meist kahle Blattspreite ist 3 bis 11 Zentimeter lang und 3 bis 13 Zentimeter breit. Sie ist herzförmig oder fünfeckig bis handförmig 3- bis 5-fach gelappt. Die stumpfen bis spitzen und feinstachelspitzigen, teils gelappten Lappen oder Spreiten sind, meist drüsig, gezähnt. Die Blattform ist ausschlaggebend für den englischen Trivialnamen Ivy Gourd („Efeu-Kürbis“).
Die Art ist zweihäusig getrenntgeschlechtig (diözisch). Das Geschlecht wird über Geschlechtschromosomen bestimmt. Ähnlich wie beim Menschen haben weibliche Pflanzen zwei X-Chromosomen und männliche Pflanzen ein X- und ein Y-Chromosom, wobei das Y-Chromosom bei C. grandis mehr als 2,5 mal größer ist als die anderen Chromosomen. Die gestielten und fünfzähligen Blüten mit doppelter Blütenhülle stehen meist einzeln in Blattachseln, sehr selten in wenigblütigen Büscheln, Trauben. Sie sind schneeweiß in Asien und gelblich in Afrika. Der Blütenstiel ist bis zu 32 Millimeter lang. Die schmalen, kleinen Kelchzipfel sind 1,2 bis 3,5 Millimeter lang. Die verwachsene Krone ist 1,7 bis 4 Zentimeter lang mit kürzeren Lappen. Die drei Staubblätter sind zu einer Säule mit kugeligem Kopf verwachsen. In weiblichen Blüten sind es drei kleine sterile Staubblätter (Staminodien). Der Fruchtknoten ist dreiteilig, unterständig und trägt zahlreiche Samenanlagen. Es gibt einen Griffel mit drei zweilappigen Narben.

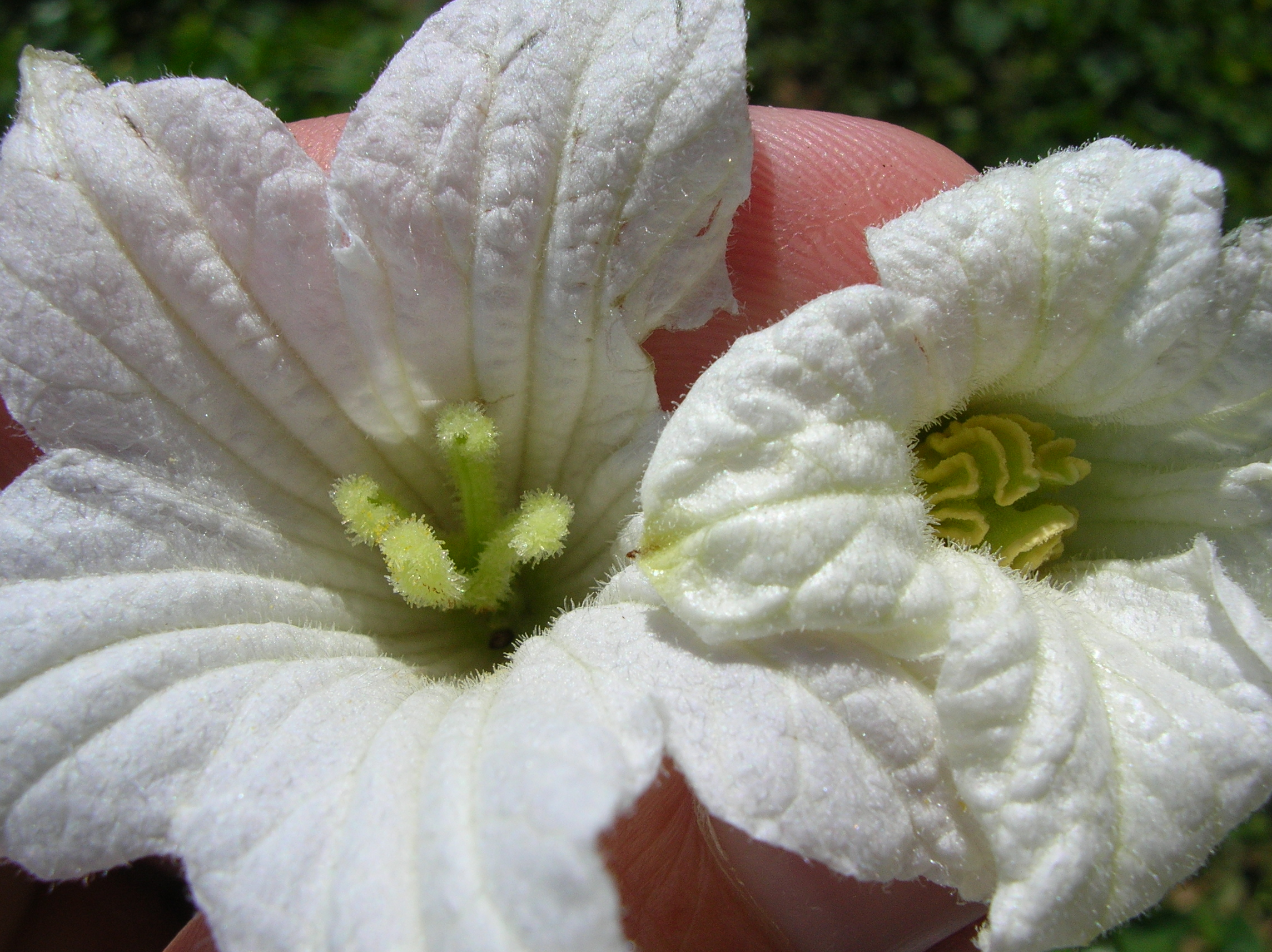
Blüten

Die kahle Frucht ist eine fleischige, (scharlach-)rote Panzerbeere von bis 45 Millimetern Länge und kugeliger bis ellipsoider oder eiförmiger Form. Sie ist rund 15 Millimeter breit.
Die Chromosomenzahl beträgt 2n = 24.

## Verbreitung
Die Art ist von Afrika bis Südostasien und Malesien heimisch und wird hier auch angebaut. Darüber hinaus ist sie in Lateinamerika, Australien und anderen tropischen Gebieten eingeschleppt worden.

## Nutzung
Die reifen Früchte werden roh, gekocht oder kandiert gegessen. Blätter, junge Sprosse und unreife Früchte werden gekocht als Gemüse gegessen. Verschiedenen Pflanzenteile werden medizinisch genutzt.
Manchmal wird die Art auch als Zierpflanze angepflanzt. Blätter und junge Sprosse sind relativ reich an Kalium, Eisen, Zink und Selen, auch die Aminosäurezusammensetzung der Proteine ist für den Menschen günstig.
Die Tindola wird häufig über Stecklinge vermehrt, wobei rund 10-mal so viele weibliche wie männliche Pflanzen angepflanzt werden. Die Stecklinge werden im Abstand von ein bis zwei Metern an Spalieren gezogen. Häufig ist Bewässerung nötig. Manche Landrassen entwickeln sich ohne Befruchtung (parthenokarpisch). Eine Einzelpflanze kann bis zu 300 Früchte pro Saison tragen.

## Invasive Pflanze

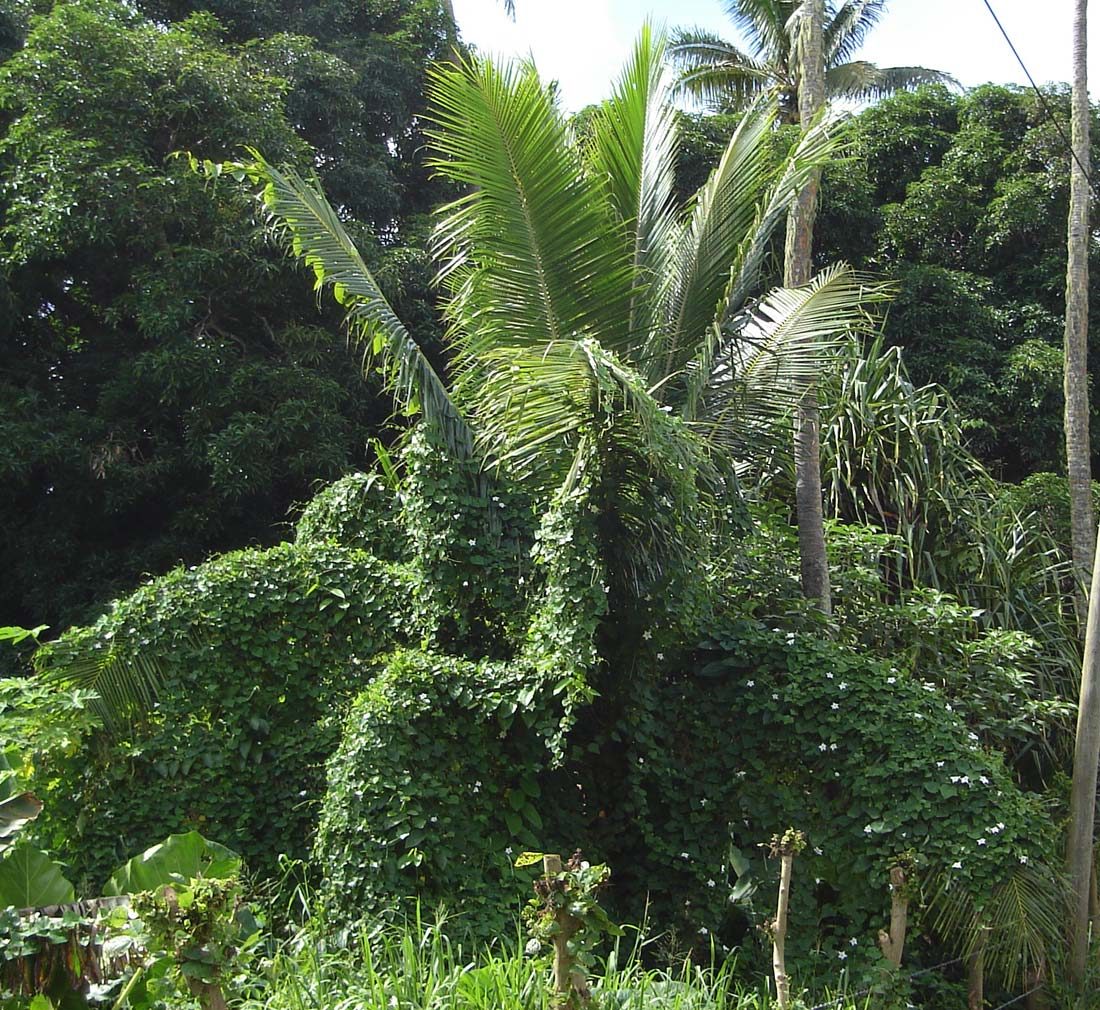
Überwucherung einer jungen Kokospalme auf Guam

Die Art wird in etlichen Gebieten, wo sie eingeschleppt wurde, als invasive Art eingestuft. Da sie eine dichte Vegetationsschicht bildet, erdrückt sie die unter ihr befindliche Vegetation. Sie gilt als sehr aggressiv auf Guam und Saipan. Auf Hawaii gilt sie als Problem in Gärten, an Straßenrändern und in natürlicher Vegetation. Die Bekämpfung erfolgt zum Teil durch Ausbringung von Insekten, etwa den Käfern Acythopeus cocciniae und Acythopeus burkhartorum (Curculionidae) und dem Schmetterling Melittia oedipus (Sessidae). Weitere Bekämpfungsarten sind das Aufbringen von 2,4-D oder Triclopyr an die basalen Stammteile oder von Triclopyr und Dicamba auf die Blätter, mechanische Bekämpfung ist wirkungslos.